# Angelica sinanomontana
Angelica sinanomontana là một loài thực vật có hoa trong họ Hoa tán. Loài này được Kitag. mô tả khoa học đầu tiên năm 1968.